# 1985年3月14日国鉄ダイヤ改正
1985年3月14日国鉄ダイヤ改正（1985ねん3がつ14かこくてつダイヤかいせい）では、日本国有鉄道（国鉄）が1985年（昭和60年）3月14日に実施したダイヤ改正について記述する。なお、CMキャラクターには西川きよしを起用した。
当時の国鉄ではダイヤ改正を原則として月曜日としていたが、このダイヤ改正では例外的にほぼ週央日となる木曜日に実施した。

## ダイヤ改正の背景
1982年（昭和57年）に東北新幹線・上越新幹線が大宮駅発着で開業したが、これは東京付近の用地買収が遅れていたための暫定的な措置であり、それから2年あまりが経過して大宮駅 - 上野駅間の工事が完了したため、この1985年（昭和60年）3月に両新幹線の列車は上野駅発着となった。なお、当初計画の起点である東京駅まで開業したのは1991年（平成3年）6月20日である。
国鉄分割民営化に関する論議が具体化しつつあったこともあって、国鉄自体の経営基盤強化も図ろうと鉄道の長所である「近中距離客の大量輸送」を強化することも同時に行われた。結果、近距離普通列車や昼行特急列車の増発が図られる一方、利用不振の続く昼行急行列車や夜行列車が削減されている。

## 改正の内容

### 東北新幹線・上越新幹線
大宮駅発着の暫定開業時は本領を発揮していたとはいえない両新幹線であったが、今回のダイヤ改正では上野駅という都心乗り入れが実現したこともあってスピードアップと増発が図られ、東北地方・新潟県方面への移動手段として定着するようになる。
東北新幹線は最高速度が210km/hから240km/hに引き上げられ、「やまびこ」が22本、「あおば」が14本増発された。さらに、一部の「やまびこ」は、停車駅を大宮駅・福島駅・仙台駅などに限定し、上野駅 - 仙台駅間を最速1時間57分、上野駅 - 盛岡駅間を最速2時間45分で結ぶようになった。これにより、羽田 - 仙台など、航空路線のいくつかが廃止された。また、水沢江刺駅・新花巻駅が新たに開業した。
上越新幹線も「あさひ」12本、「とき」7本が増発された。最速の「あさひ」が上野駅 - 新潟駅間を1時間53分で結ぶようになった。

### 東海道新幹線・山陽新幹線
東海道新幹線・山陽新幹線でも若干の変動があった。東海道新幹線ではそれまでの1時間に最大で「ひかり」が5本・「こだま」が5本走る5‐5ダイヤを見直し、近距離客のマイカーや高速バスへの転移などで利用不振の続く「こだま」を削減して代わりに「ひかり」を増発した6‐4ダイヤが採用される事になったのである。そして「こだま」削減の代わりに新横浜駅停車、あるいは静岡駅や浜松駅に停車する「ひかり」（俗に「ひだま」とよばれた）が大幅に増やされた。また「ひかり」の余裕時間を見直したことから、東京駅 - 新大阪駅間を最速列車は3時間8分で走るようになり、1965年（昭和40年）11月1日の改正時以来19年半ぶりに同区間の所要時間が短縮されている。山陽新幹線でも余裕時間や停車時間を見直した結果、東京駅 - 博多駅間は14分短縮されて最速6時間26分で結ばれるようになった。
またこのダイヤ改正後の6月24日からは、山陽新幹線の小倉駅 - 博多駅間で0系を普通車のみ（全車自由席）の6両編成に組み替えた「こだま」も運転開始している。「短編成化する代わりに列車を増発する」方式が、普通列車のみならず新幹線や特急列車にも普及していったことの現れであった。

### 在来線優等列車
この改正では、新幹線が大宮駅発着の暫定開業ということで一部残されていた東北本線・上越線の優等列車や、車両が陳腐化した上に利用が低迷していた寝台特急や昼行・夜行の急行列車などが削減された。また、新幹線大宮暫定開業時から運転していた「新幹線リレー号」が使命を終えたため、それに使用していた185系電車200番台は当初の予定通り、東京近郊に残されていた急行列車の特急格上げに当てられた。そして同車両を使用した特急は、50km以内では従来の急行列車の料金と同一にするとともに定期乗車券での乗車も可能にし、「新特急」の称が与えられた。「新特急」の中には急行列車時代よりも停車駅が増加している列車もある。
このダイヤ改正で新設された「新特急」は下記の通りである。
高崎・上越線方面
「新特急草津」 （上野駅 - 万座・鹿沢口駅間）
「新特急谷川」 （上野駅 - 水上駅間）
「新特急あかぎ」 （上野駅 - 前橋駅・渋川駅間）
東北本線方面
「新特急なすの」 （上野駅 - 黒磯駅間）
この頃になると「急行列車の格上げによる特急列車増発」が各路線で顕著に見られるようになっていたが、中には「踊り子」のように速度が大して速くならないのに特急列車になったものもあり、利用客からは「体のいい料金値上げ」だといわれることも多かったとされる。このダイヤ改正でもそれは大々的に行われたため、例えば東京近郊では常磐線や東北本線・高崎線・上越線・信越本線などから定期の昼行急行列車が消滅した。また、「ときわ」「つくばね」の全面廃止・特急格上げにより、交直流急行形電車を使用する電車急行が全廃された。すでに総武本線などでは1982年（昭和57年）の新幹線大宮暫定開業に伴うダイヤ改正時に廃止されていたので、急行列車が残ったのは中央本線・東海道本線（湘南電車区間）位となったが、残ったものも使用していた165系電車の老朽化による新型車両との置き換えにより、のちにそれぞれ特急列車へ格上げされている。高山本線の特急「ひだ」は飛騨古川 - 金沢間の運行が廃止され、名古屋 - 高山・飛騨古川間の特急となった。その代替として名鉄から高山本線へ乗り入れている特急「北アルプス」が飛騨古川から富山へ延長された。
また支出を抑制するため、本来381系電車が投入されるはずの紀勢本線の特急「くろしお」増発分に、車両が余剰になっていたため、全区間直流電化にもかかわらず交直流電車かつ非振り子式の485系電車が投入された。さらに、車両運用の効率化と利益率低下のため寝台特急と北海道内の「おおとり」「オホーツク」を除いて食堂車が全廃された。余剰になった車両の一部は後述の和式車両『だんらん』に改造されている。「白山」や「白鳥」、大阪 - 新潟間の「雷鳥」といった、供食サービスが必須というべき長時間走行の昼行特急列車まで食堂車を編成から外してしまったことに対しては、「供食サービスの低下」や「息抜きやゆとりの空間がなくなる」という批判的な見方もあった。
一方、居住サービスの改善を目的として、北陸本線の特急「雷鳥」に『だんらん』と呼ばれる和風グリーン車、寝台特急の「はやぶさ」に『ロビーカー』が連結されるようになった。その寝台特急で、両数が増加したためにEF66形電気機関車が牽引にあたるようになったのもこの時からである。これによりスピードアップも図られた。宗谷本線の気動車急行だった「宗谷」・「天北」がサービスアップを目的として「利尻」と共通運用の14系客車に置き換えられた。

### 普通列車増発
この改正では、1984年（昭和59年）2月1日実施のダイヤ改正に続いて普通列車の等時間隔運転（パターンダイヤ化）と本数の大幅増発が編成の短縮化によって行われた。新たに仙台・長野・金沢・富山周辺などの地域でも等時間隔運転が整備され、既存導入地域でも更なる拡大や強化が図られた（シティ電車方式）。
結果、中間車に運転台を取り付けて先頭車とする編成短縮化に伴う工事が大幅に増加したが、それとは別に余剰となった特急・急行用車両を改造して普通列車に廻すことも行われた。「月光形電車」と呼ばれる581系・583系電車を改造した北陸地区用の419系電車、西九州・東北地区用の715系電車などがその例である。
また、客車を機関車が牽引する形による普通列車は運転効率も悪く短編成化に向いていないことから、この改正では多くが気動車や電車に置き換えられた。この段階で、唯一残っていた寝台車付き普通列車の「山陰」（山陰本線の京都駅 - 出雲市駅間運行）も廃止されている。またこれにより、10系客車の運用も消滅した。
なお、この増発に際して全国各線に「（利用者の動向を見る為に）毎日運行の臨時列車」の名目で普通列車を設定した。この増発を明示する列車群には、時刻表で「α」マークがついていたことから、愛称として「α列車」（アルファれっしゃ）の名が与えられた。ちなみにこの列車群については所期の目的を達していると見なされたことから、翌1986年（昭和61年）3月3日実施のダイヤ改正においてほとんどといえる352本が定期列車に昇格している。
ダイヤ改正の3日後に開幕した国際科学技術博覧会（つくば博）の観客輸送を担う常磐線では普通列車の増発・15両編成化など大幅な体質改善が行われ、1983年から開始していた近郊型電車の塗装変更も改正までに全車完了している。会期中は臨時列車も多数設定され、万博終了後も一部は毎日運転の臨時列車として存続され、こちらも最終的には定期列車に昇格している。
京阪神地区では、新快速の草津駅発着を毎時2本に増発（朝夕は彦根駅発着・草津駅 - 彦根駅間は各駅停車）するとともに新大阪駅に停車するようになった。各駅停車（京阪神緩行線）は朝夕に草津駅・加古川駅まで乗り入れるようになった一方で、日中時間帯は高槻駅 - 西明石駅・加古川駅間の直通運行と吹田駅 - 甲子園口駅間の区間運行の系統に再編され、京都駅への乗り入れが行われなくなった。これに伴い、日中時間帯の快速は高槻駅以東で各駅に停車するようになった。

### 貨物輸送の合理化
前年に大規模な整理が行われた国鉄の貨物輸送であるが、この改正でいっそうの合理化が図られる事になった。まず貨物列車の最後尾に連結されていた車掌車が原則として廃止され、車掌は機関車に機関士とともに乗務する事になった。なお翌1986年（昭和61年）11月1日のダイヤ改正時には車掌の乗務も廃止され、貨物列車のワンマン運転化が実現している。
また貨物輸送のコンテナ化をいっそう重点化する事になり、車扱列車（貨車単位で輸送する列車）の多くが削減された。コキ5500形コンテナ車を改造し、積載能力・走行性能をコキ50000形とほぼ同等までに向上させた、コキ60000形が投入された。これによってコンテナ列車は12本増発され、速達化が図られている。

### その他
この改正により、寝台特急列車全列車・全区間において牽引機関車にヘッドマークが取り付けられるようになった。またゴーサントオから開始された昼行特急のイラストヘッドマークの全列車導入が完了している。
この改正から、電車特急でも本格的に貫通扉の使用を開始した。前述した「くろしお」の485系は全車貫通扉つきの先頭車で揃えられ、新宮寄りはクハ481型200番台、天王寺寄りは先頭化改造されたクハ480が連結され、一部列車で白浜駅の分割併合が行われるようになった。また、房総地区向けの183系でも多客期に先頭車の貫通扉を開放し、6両に3両を増結した9両編成で運用されるようになった。
富山港線で運行されていた旧形国電の72系がこのダイヤ改正により475系などに置き換えられ、全車運用離脱した。これにより、定期運行される旧形国電は鶴見線のクモハ12形と小野田線本山支線のクモハ42形のみとなった。
当時、国鉄最短路線として知られていた小松島線がこのダイヤ改正日に廃止になった。